# Horst Seehofer
Horst Lorenz Seehofer, né le 4 juillet 1949 à Ingolstadt (Bavière), est un homme d'État allemand membre de l’Union chrétienne-sociale en Bavière (CSU).
Fonctionnaire entre 1970 et 1980, il rejoint la CSU en 1971. Neuf ans plus tard, il est élu à 31 ans député fédéral au Bundestag. Il est nommé secrétaire d'État parlementaire du ministère fédéral du Travail en 1989.
En 1992, il prend la suite de Gerda Hasselfeldt comme ministre fédéral de la Santé, s'attachant à réduire les coûts de la santé publique. Après la défaite de 1998, il devient vice-président du groupe CDU/CSU au Bundestag.
Il revient au gouvernement en 2005, au poste de ministre fédéral de l'Agriculture. Il échoue, deux ans plus tard, à se faire élire président de la CSU.
Le parti ayant perdu sa majorité absolue aux élections de 2008, il en profite pour en prendre la direction et se faire investir ministre-président de Bavière à la tête d'une « coalition noire-jaune ». Désigné président du Bundesrat en 2011 pour un an, il devient, en 2012, président fédéral d'Allemagne par intérim après la démission de Christian Wulff. Le scrutin de 2013 lui permet de reconquérir la majorité absolue des sièges au Landtag.
Plusieurs mois après les élections fédérales de 2017, il est nommé ministre fédéral allemand de l'Intérieur, des Travaux publics et de la Patrie ; à ce poste, il fait valoir son désaccord avec la politique migratoire entreprise par la chancelière Angela Merkel, avec laquelle les tensions s'exacerbent progressivement au point de fragiliser l'alliance des Unions chrétiennes.

## Biographie

### Jeunesse
Il passe avec succès son Mittlere Reife en 1965 et entreprend alors une formation au sein de l'administration de la ville d'Eichstätt, une petite ville dans le centre du Land de Bavière. Il la termine en 1967 et s'inscrit aussitôt à l'École de gestion administrative.
Rejoignant la Junge Union (JU) en 1969, il achève son cursus l'année suivante. Il intègre alors la préfecture d'Ingolstadt. Il adhère à la CSU en 1971 et devient en 1974 directeur du bureau de la planification de la région d'aménagement d'Ingolstadt.
En 1979, il s'inscrit à l'Académie d'administration et d'économie. Il en ressort avec le grade de directeur de gestion.

### Débuts et ascension en politique
À l'occasion des élections fédérales du 5 octobre 1980, la CSU l'investit dans la 202e circonscription fédérale. Il y totalise 106 112 voix, soit 65,5 % des suffrages exprimés. Triomphalement élu au Bundestag à 31 ans, il démissionne de la fonction publique. Les élections anticipées du 6 mars 1983 lui permettent de remporter 115 488 suffrages, soit 68,8 % des exprimés. Il est ensuite choisi comme porte-parole pour la Politique sociale du groupement régional de la CSU.
Au scrutin du 25 janvier 1987, il s'adjuge un troisième mandat avec un résultat en légère baisse : sa candidature reçoit 105 723 voix, soit 64,6 %. Le remaniement ministériel fédéral du 21 avril 1989 lui permet d'accéder à l'exécutif. Il est choisi à 39 ans comme nouveau secrétaire d'État parlementaire du ministère fédéral du Travail et de l'Ordre social sous la conduite de Norbert Blüm.
Il connaît un nouveau recul au cours des élections fédérales du 2 décembre 1990, puisqu'il obtient 98 879 suffrages, soit 62,6 % des voix exprimées. Il est maintenu dans l'exécutif.

### Ministre fédéral
Le 6 mai 1992, la CSU le choisit à 43 ans comme nouveau ministre fédéral de la Santé, en remplacement de Gerda Hasselfeldt. Il est le premier homme à prendre la tête de ce ministère.
Dès l'année suivante, il fait voter par le Bundestag une loi fédérale sur la structure du système de santé, qui contraint les services sanitaires à une sévère rigueur budgétaire. En 1994, critiqué à cause du manque d'informations concernant des produits sanguins contaminés par le virus de l'immunodéficience humaine (VIH), il décide de dissoudre l'Office fédéral de la Santé (BGA).
À l'occasion de la tenue du 58e congrès de l'Union chrétienne-sociale en Bavière à Munich en septembre 1994, qui conforte Theo Waigel à la présidence, il est élu vice-président du parti.
Il enchaîne un cinquième mandat parlementaire avec les élections fédérales du 16 octobre 1994. Il remporte en effet 105 374 voix, soit 62,7 % des exprimés. Le 17 novembre suivant, il est renommé au gouvernement. Il fait approuver deux ans plus tard une loi fédérale réduisant les cotisations sociales.

### Un cadre de l'opposition
Si le scrutin du 27 septembre 1998 ne l'empêche pas de retrouver son fauteuil au Bundestag, il accuse un net recul avec un résultat de 97 744 voix, soit 55 % des suffrages en sa faveur. Il est contraint de quitter l'exécutif le 26 octobre, du fait de la victoire du centre-gauche.
Au sein du groupe parlementaire fédéral de la CDU/CSU, il est vice-président, chargé des Affaires européennes, de l'Agriculture et de l'Environnement. En 2000, il prend la présidence de l'Union des employés de la CSU (CSA).
Réélu aux élections fédérales du 22 septembre 2002 avec 124 699 voix, ce qui lui donne 65,3 % des suffrages, il démissionne de ses fonctions au sein du groupe en novembre 2004 pour s'opposer à un projet de réforme de la sécurité sociale négocié avec le gouvernement.

### Retour au gouvernement
Il est élu pour la huitième fois et dernière fois député fédéral au Bundestag au cours des élections fédérales anticipées du 18 septembre 2005. Sa candidature remporte 121 771 voix, soit 65,9 % des suffrages exprimés par les électeurs de la 218e circonscription fédérale,.
Le 22 novembre, Horst Seehofer est choisi comme l'un des deux représentants de la CSU dans le premier gouvernement de grande coalition d'Angela Merkel ; il est nommé ministre fédéral de l’Alimentation, de l’Agriculture et de la Protection des consommateurs. Il fait face l'année suivante à un scandale sanitaire d'ampleur européen au sujet de viande de kebab avariée, découverte par les autorités dans un entrepôt bavarois ; il critique à cette occasion les pouvoirs publics de son Land d'élection, pour avoir tardé à prévenir Berlin et Bruxelles.

### Échec à la présidence de la CSU
Au mois de janvier 2007, le ministre-président de Bavière et président de l'Union chrétienne-sociale en Bavière Edmund Stoiber annonce qu'il quittera la vie politique au mois de septembre suivant. Horst Seehofer se présente pour lui succéder.
Le 72e congrès de la CSU, convoqué à Munich en septembre, l'oppose à Erwin Huber, ministre de l'Économie, et Gabriele Pauli, préfète de l'arrondissement de Fürth. Huber, qui dispose de l'appui du futur successeur de Stoiber au gouvernement, Günther Beckstein, s'impose avec 58,2 %, contre 39,1 % à Seehofer. Cela n'empêche pas ce dernier d'être réélu vice-président avec 91,8 % des voix des délégués.

### Ministre-président de la Bavière

#### Un premier mandat en coalition

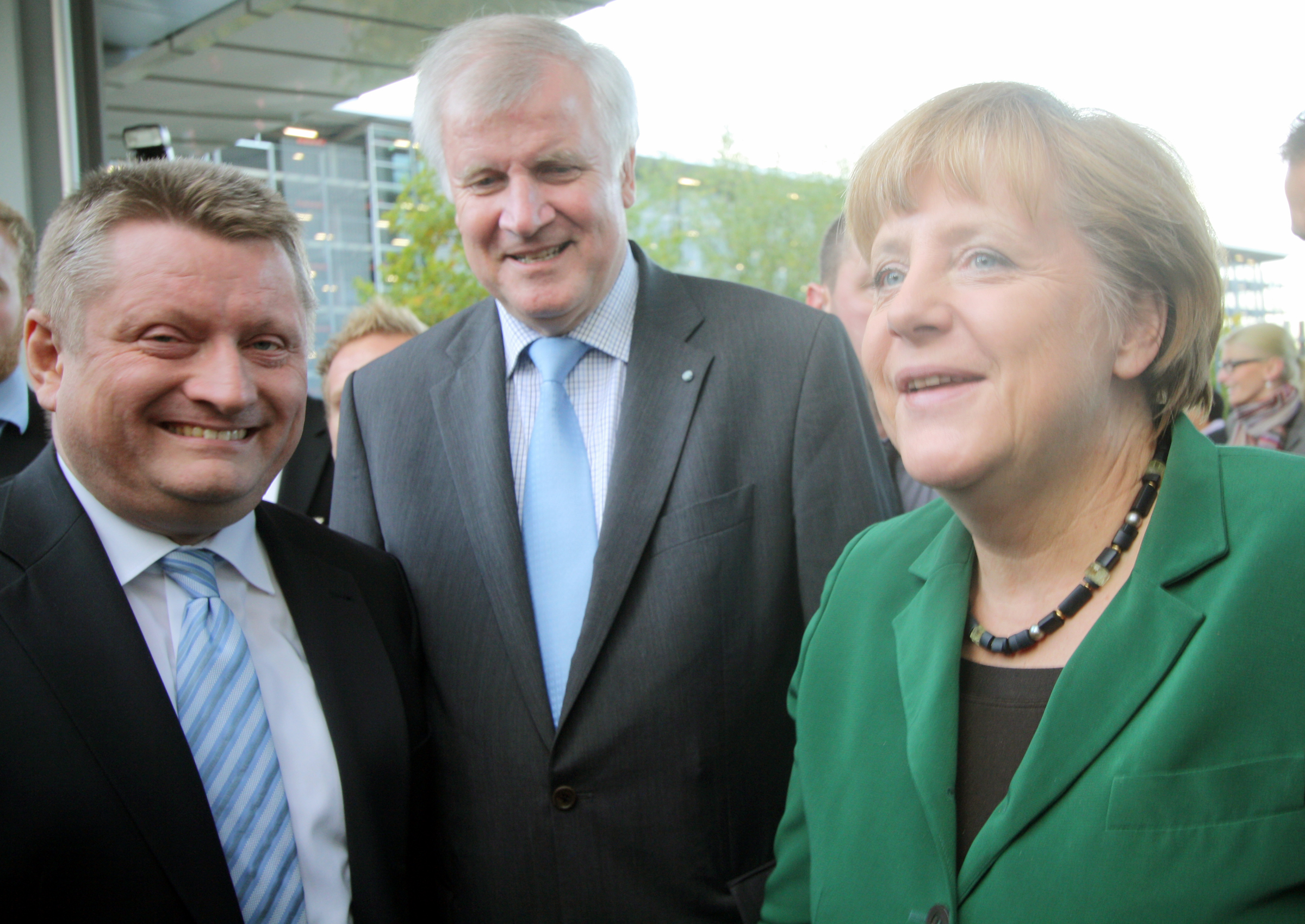
Horst Seehofer, le secrétaire général de la CDU Hermann Gröhe et la chancelière fédérale Angela Merkel en 2012 au congrès de la CSU.

Les élections régionales de 2008 en Bavière tournent à la catastrophe pour la CSU. Touché par des scandales remontant à l'époque Stoiber et par la percée des Électeurs libres (FW), le parti au pouvoir tombe à 43,4 % des voix, un score sans pareil depuis le scrutin de 1954. Pour la première fois depuis 1962, les chrétiens-sociaux n'ont pas de majorité absolue. Beckstein et Huber en tirent les conséquences et renoncent à leurs responsabilités.
Il décide alors de se présenter pour la direction du parti, et du gouvernement, et se voit préféré à Joachim Herrmann, ministre de l'Intérieur, et Thomas Goppel, ministre de la Recherche. Élu président de la CSU avec 90,3 % des voix le 25 octobre, Horst Seehofer est investi ministre-président de Bavière par le Landtag le 27 octobre 2008, par 104 voix sur 187. Il démissionne aussitôt du gouvernement fédéral mais doit attendre le 6 novembre pour quitter le Bundestag.
Il prend donc la tête d'un gouvernement de coalition avec le Parti libéral-démocrate (FDP), qui n'avait plus siégé dans un gouvernement bavarois depuis 1962. Le libéral Martin Zeil, ministre de l'Économie, devient vice-ministre-président ; si Herrmann reste ministre de l'Intérieur, Goppel quitte pour sa part l'exécutif.
Alors que le débat sur l'intégration des musulmans bat son plein en Allemagne, il déclare, en octobre 2010, dans une interview au magazine Focus que le pays n’a « plus besoin d’immigration en provenance d’autre zones culturelles ». Il précise par la suite que ce sont les immigrés provenant de Turquie et des pays arabes qui sont visés par ses propos. Il a alors été accusé par le SPD et les Verts de « flatter bassement le populisme d'extrême-droite ».
À compter du 1er novembre 2011, il prend pour un an la présidence tournante du Conseil fédéral (Bundesrat). À ce titre, il devient président fédéral par intérim le 17 février 2012, à la suite de la démission de Christian Wulff. Le 18 mars, l'indépendant Joachim Gauck est élu à la présidence fédérale.

#### Le retour à la majorité absolue

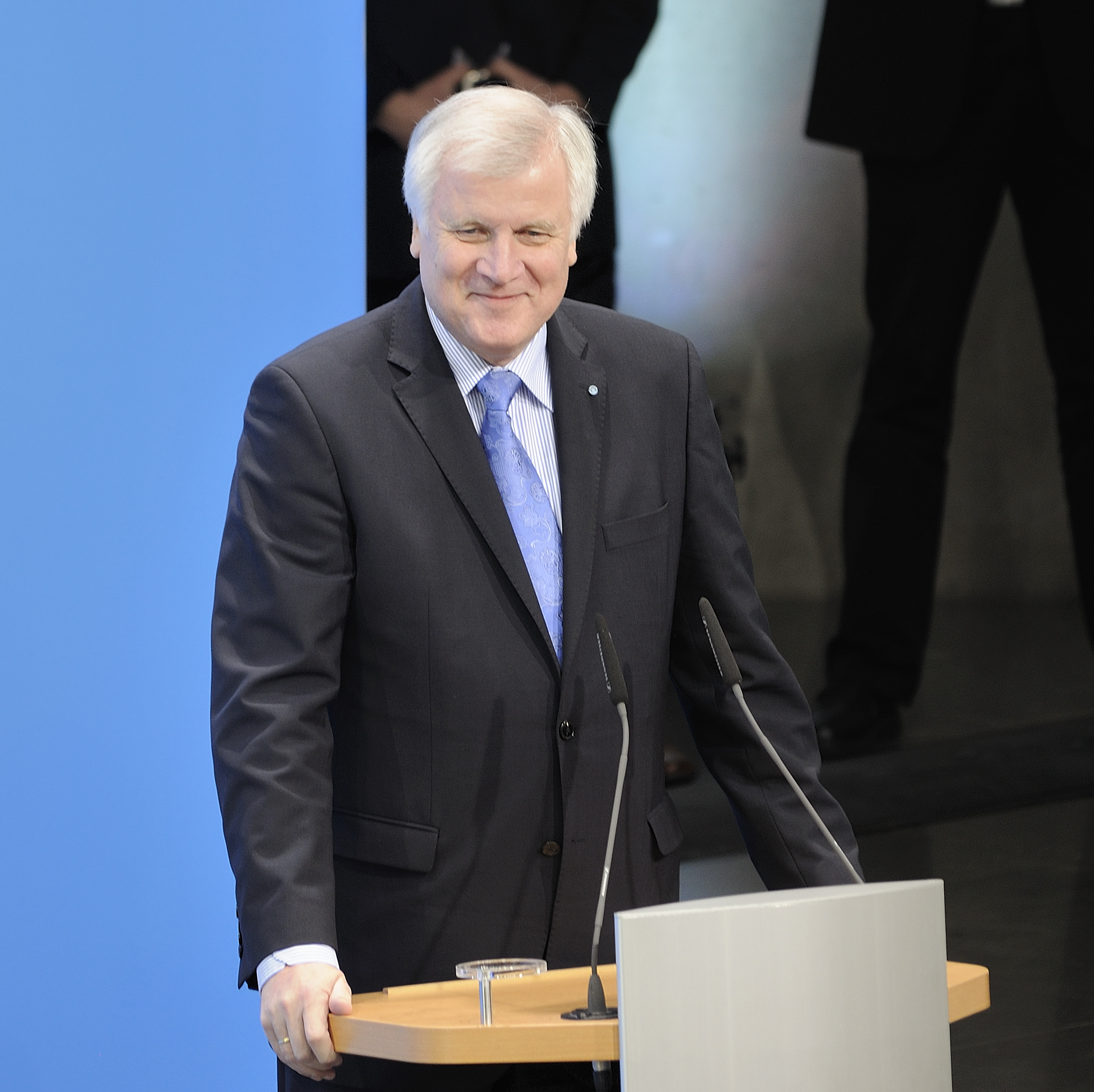
Horst Seehofer au Bundestag le 16 décembre 2013.

Au mois de mai 2013, il est investi par la CSU comme chef de file pour les élections régionales de 2013 en Bavière et candidat dans la 124e circonscription. Le jour du scrutin, il y remporte 61,5 % des voix et se voit élu pour la première fois député au Landtag de Bavière. Parallèlement, sa formation remporte 47,7 % des suffrages exprimés, ce qui lui donne 101 députés sur 180. C'est la troisième fois que le parti remporte une majorité absolue en sièges sans totaliser une majorité absolue de voix.
Il est investi pour un second mandat le 8 octobre, par 100 voix sur 176 et forme alors son second gouvernement, dans lequel il nomme Ilse Aigner, qui lui avait succédé cinq ans plus tôt au gouvernement fédéral, vice-ministre-présidente, ministre de l'Économie, des Médias, de l'Énergie et de la Technologie. Sur les onze ministres de ce nouvel exécutif, cinq sont des femmes, ce qui constitue un record en Bavière. Il participe le 16 décembre suivant au Bundestag à la cérémonie de signature de l'accord de la nouvelle « grande coalition » fédérale.
Pour Stefan Meister, spécialiste de la Russie et de l’Europe orientale à la Deutsche Gesellschaft für Auswärtige Politik, les intérêts des grands groupes bavarois comme Siemens ou BMW en Russie font de la CSU un parti attentif aux relations avec la Russie. Reçu par Vladimir Poutine en 2016, Horst Seehofer est favorable à la levée des sanctions prises après l'invasion de la Crimée en 2014.
À partir du début de la crise migratoire en Europe (2015), il s'oppose à la politique d'asile de la chancelière Angela Merkel.

#### Démission

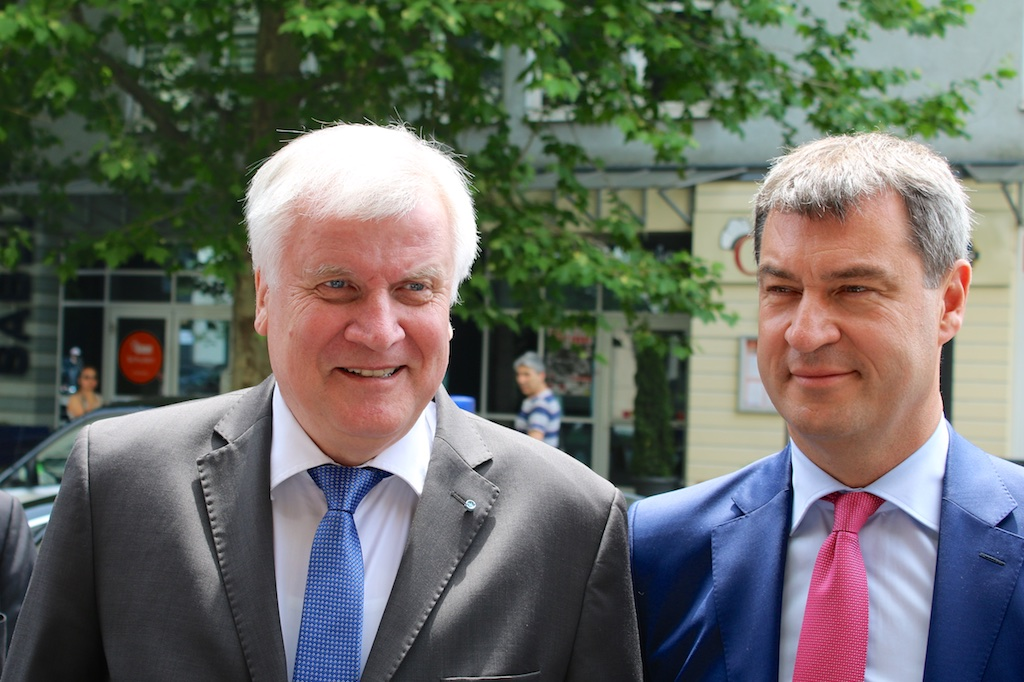
Horst Seehofer et Markus Söder, en 2015.

Il indique le 4 décembre 2017 son intention de démissionner de la direction du gouvernement de Bavière, tout en conservant la présidence de la CSU dans le cadre des négociations pour reconstituer la grande coalition fédérale. Critiqué en interne pour le faible score obtenu par l'Union chrétienne-sociale aux élections législatives fédérales, la percée de l'AfD dans le Land et ne pas avoir su peser sur la politique migratoire de la chancelière, il sera remplacé en 2018 par son ministre des Finances Markus Söder, perçu comme un « dur » au sujet de l'immigration.
À la suite de la démission de Stanislaw Tillich le 13 décembre 2017, il devient le doyen des dirigeants des Länder allemands.

### Ministre fédéral de l'Intérieur
Le 14 mars 2018, il est désigné ministre fédéral de l'Intérieur, des Travaux publics et de la Patrie dans le quatrième cabinet d'Angela Merkel. La veille, il avait démissionné de la direction du gouvernement de Bavière, revenue temporairement à Ilse Aigner.
En juin 2018, il est au centre d'une crise gouvernementale portant sur les questions de la crise migratoire où en opposition à Angela Merkel il propose de refouler aux frontières tous les demandeurs d'asile ayant été enregistrés dans un autre pays de l'Union européenne,. La position de Horst Seehofer est interprétée comme une tentative pour limiter les dommages causés par l'alliance de son parti avec la CDU alors que celui-ci est soumis à la concurrence du parti Alternative pour l'Allemagne sur les enjeux migratoires.
Le 1er juillet 2018, il annonce lors d'une réunion à huis clos de la CSU sa volonté de remettre sa démission de la présidence du parti et du ministère fédéral de l'Intérieur. Il y renonce dès le lendemain, après une rencontre au sommet avec la chancelière. Tous deux se mettent d'accord sur des mesures visant à réduire l'immigration illégale : désormais, les demandeurs d'asile arrivant en Allemagne mais déjà enregistrés dans un autre pays de l'Union européenne sont détenus dans des centres de transit installés aux frontières du pays avant d'être renvoyés dans leurs pays d'enregistrement. Ces retours seront organisés conformément à des accords conclus avec les États concernés. Cet ensemble de décisions doit encore être validé par le Parti social-démocrate d'Allemagne (SPD), partenaire de la CDU/CSU. Finalement, il indique le 12 novembre son intention de renoncer à la présidence de la CSU, quelques semaines après qu'Angela Merkel a pris une décision identique pour la CDU. Il souhaite cependant conserver son poste au sein du gouvernement fédéral.

### Vie privée
De confession catholique, il est marié en secondes noces avec Karin Seehofer, et père de quatre enfants, dont une fille issue d'une relation adultère. Il réside avec sa famille dans le quartier de Gerolfing, à Ingolstadt.
Il a été hospitalisé en janvier 2002 à cause d'une myocardite, potentiellement mortelle, qu'il a attribuée à une surcharge de travail.

## Distinctions
- Grand-croix de l'ordre du Mérite du Portugal